# 福鼎肉片

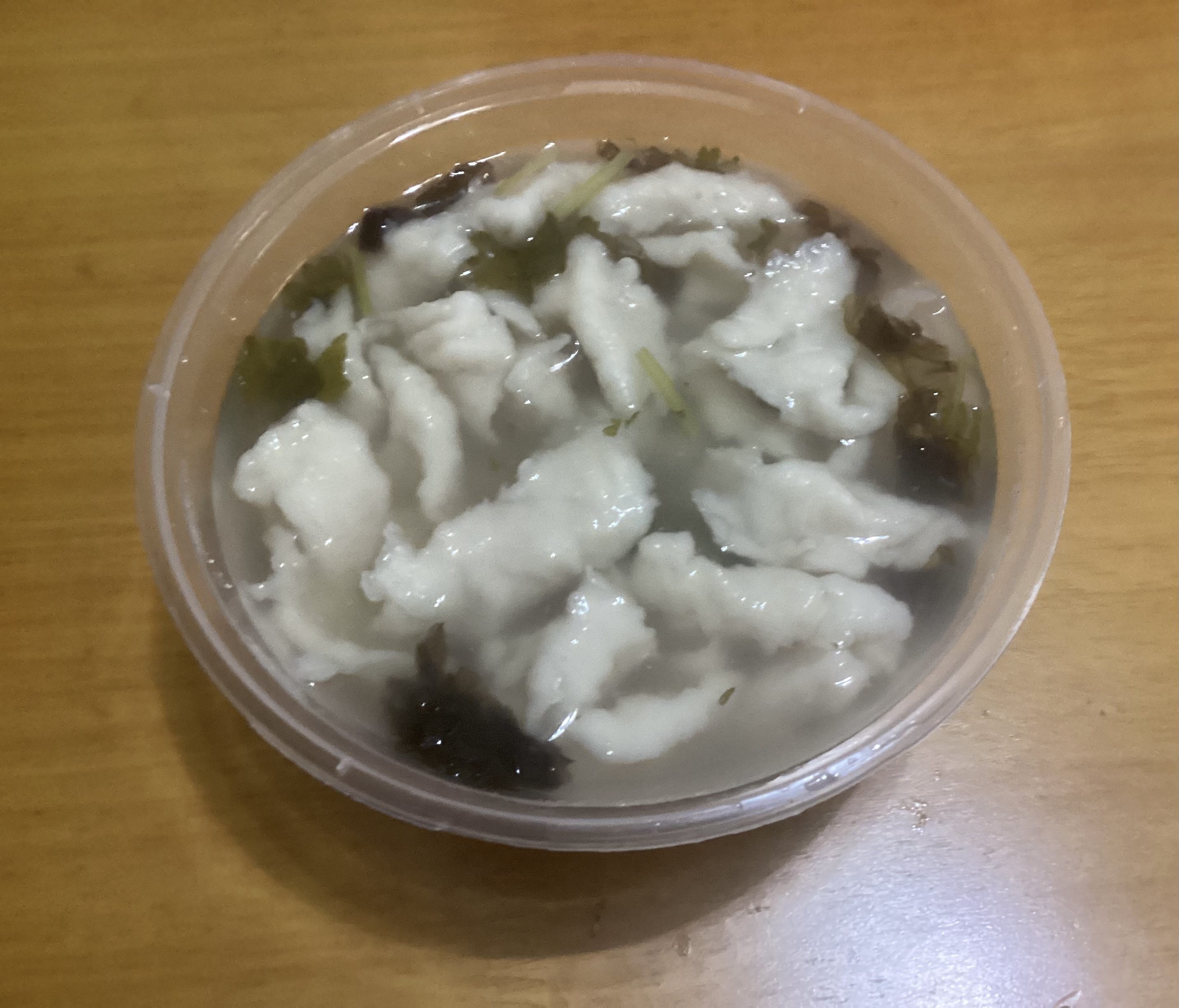
福鼎肉片

福鼎肉片，部分地区也称“瘦肉丸”，是中国福建省宁德市福鼎市的特色小吃，以绞成泥状的猪肉与面粉放入锅中煮熟而成，常配以福鼎本地出产的米醋和辣椒食用，以其酸辣口味为特色，2017年入选福建地域十大特色名小吃。